# Damban
Damban è una città della Repubblica Federale della Nigeria appartenente allo Stato di Bauchi. 
È il capoluogo dell'omonima area a governo locale (local government area) che si estende su una superficie di 1.077 km² e conta una popolazione di 150.922 abitanti.